# 阿部眞之助

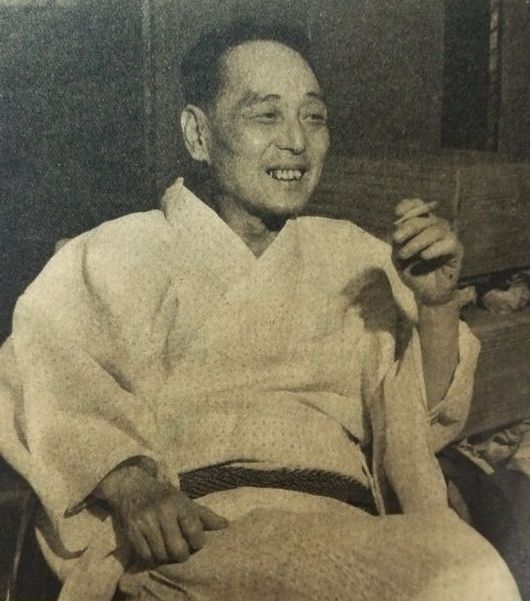
1952年

阿部 真之助（あべ しんのすけ、旧字体：眞之助、1884年（明治17年）3月29日 - 1964年（昭和39年）7月9日）は、明治から昭和にかけて活躍したジャーナリスト、政治評論家、随筆家。筆名は野山草吉。
東京日々新聞主筆、日本エッセイスト・クラブ初代理事長、第9代NHK会長を務めた。
恐妻家を自称していることで知られ、「恐妻会」会長を名乗ったとされるが、阿部の著書『恐妻一代記』（文藝春秋）によると、友人の大宅壮一が群馬県の青年団と会った時に、「東京に恐妻会という組織があり、阿部が会長だ」という話を創作したもので、そんな組織はないし、自分で名乗った覚えもないという。「恐妻とは愛妻のいわれなり」との名言を残した。日本における「小さな親切」運動の草分けの一人でもある。

## 人物

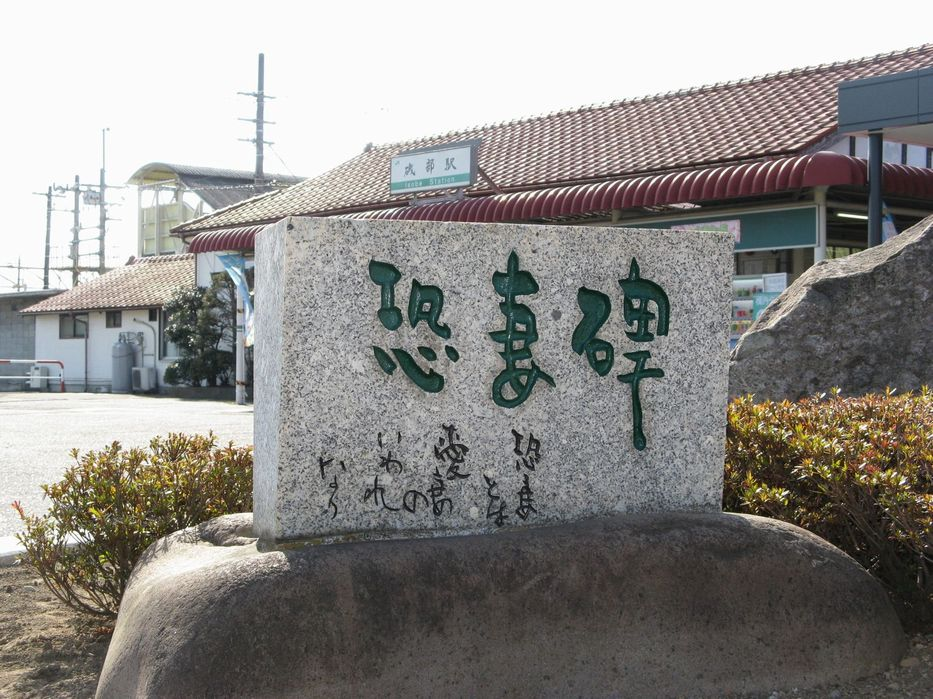
「恐妻とは愛妻のいわれなり」が刻まれた「恐妻碑」。信越本線磯部駅前

1884年、埼玉県熊谷市に生まれ、少年時代は群馬県富岡市で過ごす。
旧制群馬県立富岡中学校、旧制第二高等学校卒業。1908年（明治41年）に東京帝国大学文学部社会学科を卒業。
東京帝大卒業後、満州日日新聞社に入社。1911年（明治44年）ストライキを首謀したとして馘首。同1911年（明治44年）、東京日日新聞に入社。1914年（大正3年）に大阪毎日に転じ、1929年（昭和4年）東京日日に戻る。その間、名古屋支局長、京都支局長、社会部長、政治部長、学芸部長、編集局主幹、取締役主筆、毎日新聞社顧問ほかを歴任。
1933年（昭和8年）東日学芸部長時代に、菊池寛を学芸部顧問に、久米正雄・横光利一・吉屋信子・大宅壮一・高田保・木村毅・三宅周太郎を学芸部社友とした。
1934年（昭和9年）、やはり学芸部長時代に、囲碁及び将棋の「実力名人戦」を企画し、1935年（昭和10年）から将棋名人戦、1939年（昭和14年）から囲碁本因坊戦が開始（なお、本因坊戦開始にあたっては、阿部の部下であり後のパリーグ理事長の黒崎貞治郎が担当）。
やはり学芸部長時代に、女性作家・書家の交流団体「東紅会」を創り、メンバーは、長谷川時雨、野上弥生子、真杉静枝らであった。
1938年（昭和13年）、阿部が編集局主幹となった際、学芸部長には久米正雄が就任。
1944年定年退職した後、政治評論家として活動する他、明治大教授、中教出版社長、NHK経営委員長など歴任。大宅壮一がその文章を「マクラの阿部真之助、オチの高田保」と評したのは有名。その大宅壮一も含めて、「マクラの真之助、サワリの壮一、オチの保」と言われたこともあるという。
1953年に日本エッセイストクラブを創立して会長になる。1955年、「自由且つ気骨ある政治評論家として、民衆の政治意識を高めた近年の活動」により、第3回菊池寛賞を受賞。
1960年10月17日、NHK会長に就任。
1962年、日本で初めての広域通信制高等学校である「学校法人日本放送協会学園」創設に尽力し初代理事長に就任する。。
1963年、原安三郎日本化薬社長・茅誠司東京大学総長・上田常隆毎日新聞社長・上代たの日本女子大学学長・栗田確也栗田書店社長・評論家の坂西志保・渋沢敬三元日銀総裁とともに「小さな親切」運動を提唱する。

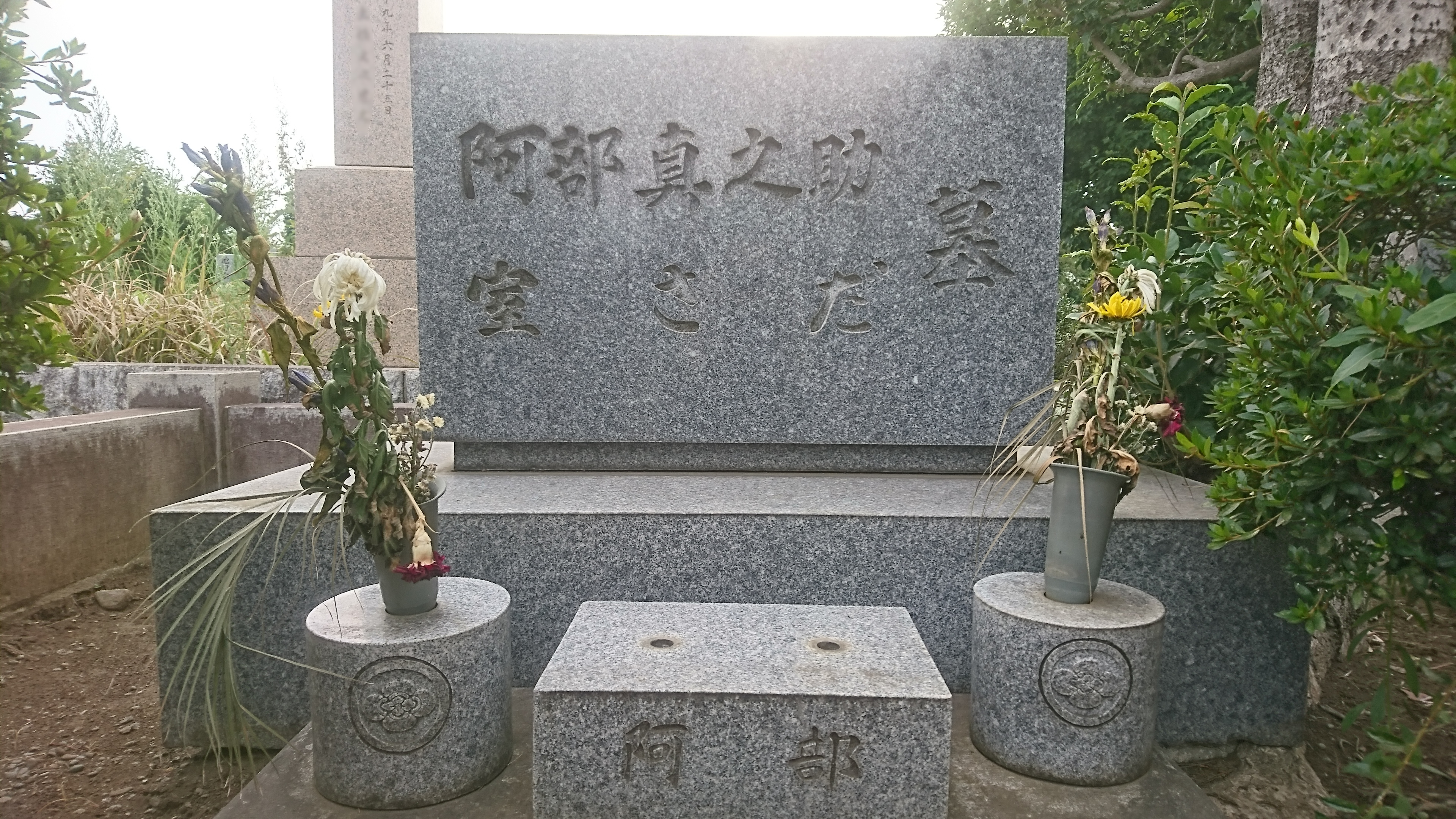
多磨霊園にある阿部眞之助の墓

1964年7月9日午前7時、NHK会長在職中に心筋梗塞で急死した。死去後、妻のさだがその遺志を継ぎ、生徒・学生の育英事業を行うことが発議され、1964年10月1日に「財団法人阿部育英基金」が誕生した。
1972年、富岡市の名誉市民に選出された。
甥（弟の子）に、読売新聞社記者の阿部幸男、西洋史学者の阿部玄治。

## 受賞[2]
- 1953年、文芸春秋読者賞(第5回)「現代政治家論」
- 1955年、菊池寛賞(第3回)
- 1956年、新聞文化賞

## 編著書
- 『犯罪問題』冬夏社 現代社会問題研究 1920
- 『非常時十人男 彼等は何をしたか』編 創造社 1933
- 『新人物論』日本評論社 1934
- 『現代世相読本』東京日日新聞発行所[ほか] 1937
- 『新世と新人』三省堂 1940
- 『人間と社会』三省堂 1940
- 『日本の自覺』東洋経済新報社出版部 1943
- 『自由と責任』日東出版社 1948.
- 『一問一答 第9輯 (暁に祈る)』吉村隊長共著 問答社 1949
- 『老記者の想い出話』比良書房 1950
- 『現代日本人物論 政界・官界・財界・労働界・文化界の人々』編 河出書房 1952
- 『近代政治家評伝』文藝春秋新社 1953　
  - 『近代政治家評伝 山縣有朋から東條英機まで』文春学藝ライブラリー 2015
- 『失礼御免』共著 要書房 1953
- 『当世うらおもて』要書房 1953
- 『現代政治家論』文藝春秋新社 1954
  - 『戦後政治家論 吉田・石橋から岸・池田まで』文春学藝ライブラリー 2016
- 『恐妻一代男』文藝春秋新社 1955
- 『毒舌ざんげ わたしの時評』毎日新聞社 1955
- 『現代女傑論 現代日本女性を代表する十二人』朋文社 1956
- 『阿部真之助選集』大宅壮一・木村毅・浅沼博・高原四郎編 毎日新聞社 1964